# Presidentes da Associação Americana para o Avanço da Ciência
A Associação Americana para o Avanço da Ciência (American Association for the Advancement of Science - AAAS), fundada em 1848, é a maior sociedade científica geral do mundo. Ela serve a 262 sociedades e academias de ciências e engenharia afiliadas, representando 10 milhões de indivíduos no mundo. Publica o periódico Science, com a maior circulação paga de um periódico geral sobre ciências no mundo e um público total estimado de leitores de 1 milhão de pessoas. A AAAS cumpre sua missão de "avançar a ciência e serir a sociedade" mediante iniciativas em política científica, programas internacionais, educação científica e comunicação. É uma organização sem fins lucrativos, com afiliação aberta a qualquer pessoa.
Os presidentes da AAAS tem mandato de um ano, começando no início de fevereiro, no encerramento da Reunião Anual da AAAS. De acordo com as convenções da AAAS, os presidentes são referidos com base no ano em que deixaram o cargo. O mandato presidencial é seguido por um mandato de um ano como presidente do Conselho de Administração da AAAS.

## Lista de Presidentes
- 1848 William Charles Redfield
- 1849 Joseph Henry
- 1850 Alexander Dallas Bache
- 1851 Louis Agassiz
- 1852 Benjamin Peirce
- 1853 Presidência vaga
- 1854 James Dwight Dana
- 1855 John Torrey
- 1856 James Hall
- 1857 Alexis Caswell
- 1857 Jacob Whitman Bailey[1]
- 1858 Jeffries Wyman
- 1859 Stephen Alexander
- 1860 Isaac Lea
- 1861-1865 Presidência vaga[2]
- 1866 F. A. P. Barnard
- 1867 J. S. Newberry
- 1868 Benjamin A. Gould
- 1869 J. W. Foster
- 1870 Thomas Sterry Hunt
- 1870 William Chauvenet
- 1871 Asa Gray
- 1872 J. Lawrence Smith
- 1873 Joseph Lovering
- 1874 John L. LeConte
- 1875 Julius Erasmus Hilgard
- 1876 William B. Rogers
- 1877 Simon Newcomb
- 1878 Othniel Charles Marsh
- 1879 George F. Barker
- 1880 Lewis H. Morgan
- 1881 George J. Brush
- 1882 J. W. Dawson
- 1883 Charles A. Young
- 1884 J. P. Lesley
- 1885 H. A. Newton
- 1886 Edward S. Morse
- 1887 Samuel P. Langley
- 1888 John Wesley Powell
- 1889 T. C. Mendenhall
- 1890 George L. Goodale
- 1891 Albert B. Prescott
- 1892 Joseph LeConte
- 1893 William Harkness
- 1894 Daniel G. Brinton
- 1895 Edward W. Morley
- 1896 Theodore Gill
- 1896 Edward Drinker Cope
- 1897 Wolcott Gibbs
- 1897 W J McGee[3]
- 1898 Frederic Ward Putnam
- 1899 Grove Karl Gilbert
- 1899 Marcus Benjamin
- 1899 Edward Francis Orton
- 1900 R. S. Woodward
- 1901 Charles S. Minot
- 1902 Ira Remsen
- 1902 Asaph Hall
- 1903 Carroll D. Wright
- 1904 W. G. Farlow
- 1905 Calvin M. Woodward
- 1906 William H. Welch
- 1907 E. L. Nichols
- 1908 Thomas C. Chamberlin
- 1909 David Starr Jordan
- 1910 A. A. Michelson
- 1911 Charles E. Bessey
- 1912 E. C. Pickering
- 1913 Edmund B. Wilson
- 1914 Charles W. Eliot
- 1915 William Wallace Campbell
- 1916 Charles Richard Van Hise
- 1917 Theodore William Richards
- 1918 John Merle Coulter
- 1919 Simon Flexner
- 1920 Leland O. Howard
- 1921 Eliakim H. Moore
- 1922 J. Playfair McMurrich
- 1923 Charles D. Walcott
- 1924 James McKeen Cattell
- 1925 Michael I. Pupin
- 1926 Liberty Hyde Bailey
- 1927 Arthur Amos Noyes
- 1928 Henry Fairfield Osborn
- 1929 Robert A. Millikan
- 1930 Thomas H. Morgan
- 1931 Franz Boas
- 1932 John Jacob Abel
- 1933 Henry Norris Russell
- 1934 Edward L. Thorndike
- 1935 Karl Taylor Compton
- 1936 Edwin G. Conklin
- 1937 George David Birkhoff
- 1938 Wesley Clair Mitchell
- 1939 Walter B. Cannon
- 1940 Albert F. Blakeslee
- 1941 Irving Langmuir
- 1942 Arthur H. Compton
- 1943 Isaiah Bowman
- 1944 Anton J. Carlson
- 1945 James B. Conant
- 1946 C. F. Kettering
- 1947 Harlow Shapley [4]
- 1948 Edmund Ware Sinnott
- 1949 Elvin C. Stakman
- 1950 Roger Adams
- 1951 Kirtley Fletcher Mather
- 1952 Detlev W. Bronk
- 1953 Edward U. Condon
- 1954 Warren Weaver
- 1955 George W. Beadle
- 1956 Paul B. Sears
- 1957 Laurence H. Snyder
- 1958 Wallace R. Brode
- 1959 Paul E. Klopsteg
- 1960 Chauncey D. Leake
- 1961 Thomas Park
- 1962 Paul M. Gross
- 1963 Alan T. Waterman
- 1964 Laurence M. Gould
- 1965 Henry Eyring
- 1966 Alfred S. Romer
- 1967 Don K. Price
- 1968 Walter Orr Roberts
- 1969 H. Bentley Glass
- 1970 Athelstan Spilhaus
- 1971 Mina Rees
- 1972 Glenn T. Seaborg
- 1973 Leonard M. Rieser
- 1974 Roger Revelle
- 1975 Margaret Mead
- 1976 William D. McElroy
- 1977-1978 Emilio Q. Daddario
- 1979 Edward E. David Jr.
- 1980 Kenneth E. Boulding
- 1981 Frederick Mosteller
- 1982 D. Allan Bromley
- 1983 E. Margaret Burbidge
- 1984 Anna J. Harrison
- 1985 David A. Hamburg
- 1986 Gerard Piel
- 1987 Lawrence Bogorad
- 1988 Sheila E. Widnall
- 1989 Walter E. Massey
- 1990 Richard C. Atkinson
- 1991 Donald N. Langenberg
- 1992 Leon M. Lederman
- 1993 Frank Sherwood Rowland
- 1994 Eloise E. Clark
- 1995 Francisco José Ayala
- 1996 Rita Colwell
- 1997 Jane Lubchenco
- 1998 Mildred S. Dresselhaus
- 1999 Mary Rita Cooke Greenwood
- 2000 Stephen Jay Gould
- 2001 Mary Lowe Good
- 2002 Peter Hamilton Raven
- 2003 Floyd E. Bloom
- 2004 Mary Ellen Avery
- 2005 Shirley Ann Jackson
- 2006 Gilbert S. Omenn
- 2007 John Holdren
- 2008 David Baltimore
- 2009 James J. McCarthy
- 2010 Peter Agre
- 2011 Alice S. Huang
- 2012 Nina Fedoroff
- 2013 William H. Press
- 2014 Phillip Allen Sharp